# Рогожин, Наум Александрович
Нау́м Алекса́ндрович Рого́жин (31 января (12 февраля) 1879 — 17 марта 1955) — русский и советский актёр театра и кино.

## Биография
Родился 31 января (12 февраля) 1879 года в Воронеже.
В 1900—1904 гг. прошёл полный курс обучения на юридическом факультете Харьковского университета. Но несмотря на это, в 1901 году стал актёром Народного дома в Харькове. В 1904 году переходит в труппу В. Ф. Комиссаржевской в Петербурге. Впоследствии до 1925 года — актёр различных театров Петербурга, Москвы, Киева и других городов.
Дебют в кино состоялся в 1924 году: Наум Александрович сыграл английского офицера в фильме «Аэлита».
С 1925 года артист кино. Играл в основном острохарактерные роли.
Умер 17 марта 1955 года в Ленинграде. Похоронен на Серафимовском кладбище в Санкт-Петербурге.

## Признание и награды
- Заслуженный артист РСФСР (1935).

## Творчество

### Фильмография
1. 1924 — Аэлита — английский офицер
2. 1924 — Папиросница от Моссельпрома
3. 1925 — Крест и маузер — Викарий Шур
4. 1926 — Предатель — тапер в публичном доме
5. 1927 — Яд — Джонсон Спорт
6. 1927 — Поцелуй Мэри Пикфорд — Рогожин (камео)
7. 1927 — Булат-Батыр — фон Каниц
8. 1927 — Аня — Хан Хоз-оглы
9. 1929 — Последний аттракцион — Клим, директор бродячего балагана
10. 1930 — Государственный чиновник — Аристарх Разверзаев
11. 1930 — Реванш
12. 1930 — Иуда — Игумен
13. 1936 — Зори Парижа — Вессе-старший, буржуа
14. 1938 — Александр Невский — чёрный монах
15. 1944 — Иван Грозный — придворный Сигизмунда